# شفادهندگان سنتی آفریقای جنوبی

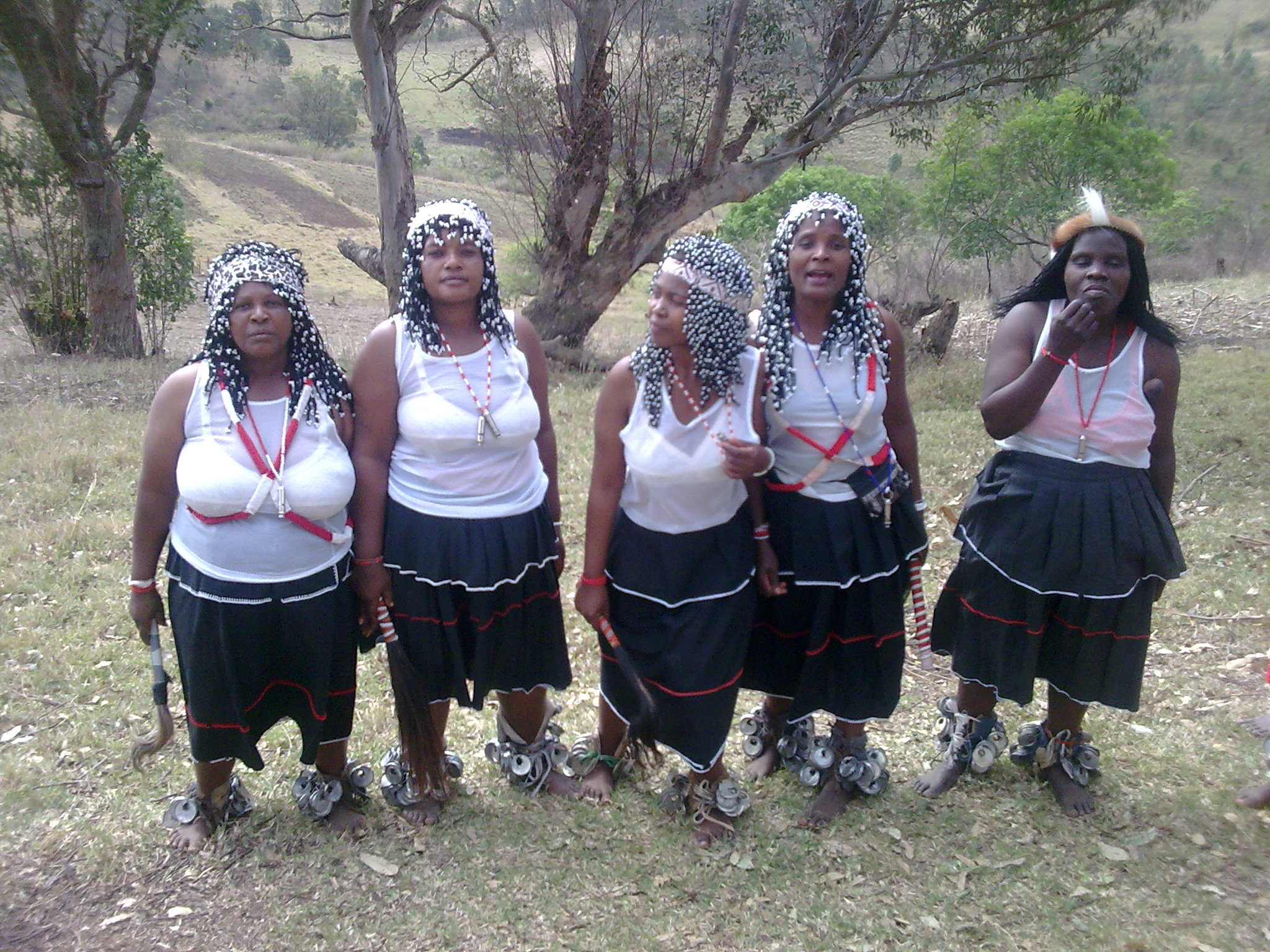
پنج سانگوما در کوازولو-ناتال

شفادهندگان سنتی آفریقای جنوبی یا طبیبان سنتی آفریقای جنوبی (انگلیسی: Traditional healers of South Africa) مجریان طب سنتی آفریقا در آفریقای جنوبی هستند. آنها نقش‌های سیاسی و اجتماعی مختلفی را در آن جامعه ایفا می‌کنند، شامل طالع‌بینی، شفادادن فیزیکی، احساسی و بیماری‌های روحی، مدیریت آیین‌های تولد یا مرگ، یافتن احشام گم‌شده، حفاظت از رزمندگان، شکار جادوگران و نقالی (داستانخوانی) تاریخ، کیهان‌شناسی، و افسانه‌های سنتی.
دو نوع اصلی از شفادهندگان سنتی در جوامع ان‌گانی سوثو-تی‌سوانا و تسونگا آفریقای جنوبی وجود دارند: طالع‌بین (Sangoma یا سانگوما) و گیاه‌درمانگر (Inyanga یا اینیانگا). این شفاگران بیشتر از شمن‌باوران آفریقای جنوبی هستند که در جامعه بسیار مورد احترام هستند جامعه‌ای که در آن بیماری از سوی جادوگران، آلودگی (ارتباط با اشیاء یا موقعیت‌های ناپاک) یا ناشی از غفلت اجداد و پدران شخص تصور می‌شود. تخمین‌زده شده‌است که در قیاس با ۲۵هزار پزشک غربی که در آفریقای جنوبی هستند ۲۰۰هزار شفادهنده بومی وجود دارد. حدود ۶۰ درصد جمعیت آفریقای جنوبی به شفادهندگان سنتی مراجعه می‌کنند، معمولاً در ترکیب با خدمات زیست‌درمانی مدرن (مقصود معمولاً هم این هم آن).
برای هماهنگی بین زندگی و مرگ، شفادهندگان سنتی معتقد به این هستند که برای یک زندگی بدون درد باید بواسطه آئین و حیوان قربانی به اجداد احترام گذاشته شود. آنها آئین‌های احضار را بواسطه سوزاندن گیاهانی شبیه ایمففو(imphepho یا همان هلیکریسام پتیولیر) از دسته گل بی‌مرگ (سرده)، رقص، آوازخوانی، چنلینگ (Channelling احضار ارواح یا ارتباط با ارواح) یا نواختن درام انجام می‌دهند. شفادهندگان سنتی اغلب به بیماران خود میوتی-درمانی می‌دهند که ساخته‌شده از گیاهان، حیوانات و مواد معدنی و دارای اهمیت روحانی است. این میوتی اغلب نمادگرایی قوی دارد برای مثال چربی حیوان شیر می‌تواند برای کودکان به منظور افزایش شجاعت آماده شود. بر هر چیزی از بیماری جسمی و فکری، ناهماهنگی اجتماعی (بر خلاف اختلال اجتماعی شخصی) و مشکلات روحانی و روحی تا داروی محافظت، عشق و بخت و اقبال دارو وجود دارد.
اگرچه ساگوما یک اصطلاح زولویی است که از نظر زبان محاوره‌ای عموماً برای شرح انواع شفادهندگان آفریقای جنوبی به کار می‌رود، اما تفاوت‌هایی بین آداب و رسومش وجود دارد: یک اینیانگا به اساساً با دارودرمانی‌های ساخته شده از گیاهان و حیوانات شناخته می‌شود در حالی که یک سانگوما اساساً بر طالع‌بینی برای اهداف شفابخشی متمرکز است و ممکن است به عنوان نوعی از فال‌بینی نیز مورد توجه باشد. در روزگار مدرن، استعمار، شهرنشینی، آپارتاید و چندفرهنگی تفاوت بین این دو را مبهم و محو کرده‌است و شفادهندگان سنتی به اجرای هر دو نوع گرایش دارند.شفادهندگان سنتی می‌توانند بین این نقش‌ها تغییر کنند مثلاً بواسطه تشخیص بیماری‌های عمومی، فروش و توزیع دارو برای مراجعات طبی، و اهداف طالع‌بینی و تأمین راهکارها برای مراجعات متمرکز اجتماعی یا روحانی.
هر فرهنگی واژه‌شناسی خودش را برای شفادهندگان سنتی (طبیب‌ها) دارد. طبیبان ژوسا (Xhosa) با عنوان آماکس‌وله (amaxwele به معنی گیاه‌فروش یا همان عطارها) یا آماگ‌قیرها (amagqirha به معنی غیب‌گویان). ان‌گاکا، و سلااولی اصطلاحاتی هستند به ترتیب در زبان سوتوی شمالی و زبان سوتو، در حالی که در بین مردم وندا آنها را با عنوان مانگومه (mungome) صدا می‌کنند. قبایل تسونگا به طبیبانشان نگانگا یا مانگوما می‌گویند.

## عقیده شکنجه، سلاخی و قتل متهمان به افسون
هشدار: در ادامه مطالب خشنی بیان می‌شود که اگر بیماری قلبی دارید آن را نخوانید.
مایکل ویر در مستند خود به سمت کوه‌های هاگن در استان ارتفاعات غربی پاپوآ گینه نو رفت جایی که کشتن متهمان به سانگوما با عنوان جادوگر یا تسخیر شده با روح پلید بسیار رایج و زیاد شده‌است. تا پیش از این به دلیل در دسترس نبودن امکانات برای همه ویدئویی از رفتاری که در این قبایل انجام می‌شود منتشر نشده بود تا اینکه در سال ۲۰۱۵ یک نفر از درون قبایل فیلم گرفت که زنانی که به جادوگری یا تسخیر شدن توسط روح پلید (سانگوما) متهم شدند به‌طور وحشنتاکی به صورت زنده شکنجه، سلاخی و به قتل می‌رسند. پلیس منطقه فقط مردم را از قتل منع می‌کند و حتی در برابر شکنجه نظاره‌گر هستند. نزدیک روستایی بیرون از هاگن جایی که به تازگی باور به سانگوما و رسم کشتن زنان رایج شده وقتی که بزرگ روستا وارد جمع شد همه ساکت شدند و از بازگویی اتفاقی که ۵ هفته قبل رخ داده اجتناب کردند و بزرگ روستا با وجود تأیید باور مردم کاملاً موضوع را تکذیب کرد. نهایتاً پلیس که محافظه‌کارانه عمل می‌کرد آنها را به سمت روستا هدایت می‌کند. گفته شد که ترویج این رسم در این روستا اولین بار ۶ ماه پیش بوده که یک مرد جوان سکته می‌کند و می‌میرد و آنها گروهی زن مسن را در یک کلبه اسیر می‌کنند تا آتش بزنند اما یک نفر به پلیس خبر می‌دهد و مانع آنها می‌شود. نهایتاً مایکل موفق شد که با عاملین قتل و شکنجه که آزاد بودند و با کمال افتخار و صراحت به کارهای خود مقابل دوربین اعتراف می‌کردند رو در رو صحبت کند. او گفت که آتش بزرگی درست کردند و آهن را در آن داغ و سرخ کرده و روی پوست زنان می‌گذارند تا آنها اعتراف کنند که «من خودم را به موش یا گربه تبدیل کردم یا یک روباه پرنده یا سگ» و گفت که «آن زنها بیگناه هستند و مقصر حیوان‌هایی هستند که در روحشان وارد شده‌اند» و تأیید کرد که پلیس وقتی آمد فقط مانع کشتن شده و نظاره‌گر شکنجه بود. نهایتاً رهبر قاتلین تمام جزئیات را تعریف کرد که پس از رفتن پلیس چگونه به «تکه‌تکه» کردن زن‌ها اقدام کرده‌اند. او ادعا کرد که زن‌ها «پرواز کردند» و به لب جاده رفتند. به نظر مایکل ویر ظاهراً دیگر زنان محلی به برخی از زنان کمک کرده‌اند تا فرار کنند.
سال‌هاست که مسیحیان سعی می‌کنند تا با تبلیغ و گسترش مسیحیت در گینه نو این گونه رسوم قدیمی و کهن شکار زنان متهم به ساحرگی را پاک کنند. آنتون که مانند پدرش یکی از مبلغان دینی مسیحیت در گینه نو و از مهاجران قدیمی است که اولین فرودگاه منطقه را راه‌اندازی کردند می‌گوید این روزها سانگوما در گینه نو به معنی حکم مرگ است و کمتر کسی است که متهم شود و نجات پیدا کند.
ویر و آنتون وارد مناطق بومی سنتی‌تر شدند جایی که مردم هیوا در شمال رود اوک اوم (Ok Om river) زندگی می‌کنند مردمی که با وجود رسیدن برخی ابزارهای تمدن به آنها کاملاً از رسوم سنتی باور به سانگوما پیروی می‌کنند. همسر رهبر روحانی قبیله به خاطر اتهام به سانگوما قبلاً به قتل رسیده اما خودش همچنان اکیداً به سانگوما باور دارد اگرچه وجود سانگوما در همسر خودش را تکذیب می‌کند. او که نامش جونا است اصلاً طفره نرفت و باور به سانگوما را اینگونه توصیف می‌کند که از نظر آنها دو نوع خوب و بد دارد. در بین قبیله افرادی هستند که نسل در نسل متهم به سانگوما هستند. افراد متهم به سانگوما هیچگونه نشانه یا علائم یا رفتاری ندارند که گواه سانگوما باشد و صرفاً به استناد وارد شدن اتهام از طرف دیگر اعضای قبیله کشته یا شکنجه می‌شوند تا زمانی که بیماری شخصی که مثلاً دچار مشکل قلبی شده خوب شود که معمولاً نمی‌شود و به مرگ متهم که شخص دیگری به غیر از شخص بیمار است ختم می‌شود. زنانی در این منطقه هستند که مخفیانه زندگی می‌کنند تا کشته نشوند. با این وجود حتی در این قبیله نیز افرادی هستند که اقدام به ترویج فرهنگ پزشکی مدرن بر خلاف سنت شکنجه می‌کنند. ویدئوی زنانی که شکنجه شده بودند اولین بار در هیوا ضبط شده‌است.